# Bournazel (Aveyron)
 Bournazel  (en occitano Bornasèl) es una población y comuna francesa, situada en la región de Mediodía-Pirineos, departamento de Aveyron, en el distrito de Rodez y cantón de Rignac.

## Demografía
| 467 | 400 | 378 | 354 | 298 | 246 | 339 |
| Para los censos de 1962 a 1999 la población legal corresponde a la población sin duplicidades (Fuente: INSEE [Consultar]) |     |     |     |     |     |     |